# 40 Fortællinger af Fædrelandets Historie
40 Fortællinger af Fædrelandets Historie er en populærhistorisk bog fra 1882 skrevet af historikeren og rigsarkivaren A.D. Jørgensen.
Bogen var en folkebog, der skulle læses af almuen. Baggrunden for udgivelsen var den preussiske erobring af Sønderjylland efter Danmarks nederlag i den 2. Slesvigske Krig i 1864.
De preussiske myndigheder begyndte i løbet af 1870'erne en målrettet fortyskning af de tidligere danske områder rettet mod de dansktalende sønderjyder. Fra dansk side sattes der ind mod dette med bl.a. oprettelsen af Sprogforeningen i 1880, der var beregnet på at bringe danske bøger ud til sønderjyderne i de erobrede områder.
Historikeren og gehejmearkivaren A.D. Jørgensen besluttede sig for at hjælpe i dette arbejde ved at udgive en lille bog, som ikke skulle være en samlet danmarkshistorie, men alene historier om den form for danskhed, som han ønskede bibeholdt i den dansktalende sønderjyske befolkning.
Derfor handlede mange af de 40 fortællinger om konflikten mellem Danmark og Tyskland – fra Sagn om folkekampe på rigets grænse til Den anden sønderjyske krig 1864. Mange af historierne er taget direkte fra de gamle sagn, og kan derfor ikke siges at have reel historisk betydning. Bogen er snarere en kilde til den danske mentalitetshistorie efter nederlaget i 1864 end historievidenskab.
40 Fortællinger af Fædrelandets Historie blev en stor salgsucces og udkom i utallige oplag (senest i 1998). 
I 2004 udkom bogen 41 fortællinger om folk i fædrelandets historie af historikeren og arkæologen Rikke Agnete Olsen, som lægger sig op ad traditionen fra A.D. Jørgensens bog ved at bringe forskellige uddrag af danmarkshistorien. Men til forskel fra A.D. Jørgensen prøver R.A. Olsen ikke at styrke nationalfølelsen, men at stille spørgsmål til den traditionelle opfattelse af danmarkshistorien.

## Udvalgte udgaver
- Adolph Ditlev Jørgensen (1907), Fyrretyve Fortællinger af Fædrelandets Historie, København, Wikidata  Q106309747

Femte udgave fra 1907 og indskannet til Google Books.
- Adolph Ditlev Jørgensen (1981), 40 fortællinger af fædrelandets historie, København: Vintens Forlag, ISBN 87-414-4509-0, Wikidata  Q106322177

Udgave med moderne retskrivning.